# 朱世杰恒等式
朱世杰恒等式是组合数的一阶求和公式。元朝數學家朱世傑在《四元玉鑒》中，利用垛積術、招差術給出：
{\displaystyle \sum _{i=a}^{n}{\binom {i}{a}}={\binom {n+1}{a+1}}}，
或以{\displaystyle m-1}代{\displaystyle n}再與上式作差，寫成：
{\displaystyle \sum _{i=m}^{n}{\binom {i}{a}}={\binom {n+1}{a+1}}-{\binom {m}{a+1}}}。

## 证明

### 递归方法
欲證
{\displaystyle {\binom {m}{a+1}}+{\binom {m}{a}}+{\binom {m+1}{a}}...+{\binom {n}{a}}={\binom {n+1}{a+1}}}，
可以反覆使用帕斯卡法則合併左式首兩項。

### 组合方法
从{\displaystyle n}元集{\displaystyle S=\{a_{1},a_{2},a_{3},...,a_{n}\}}选{\displaystyle r}个元素，有{\displaystyle {\binom {n}{r}}}种方法。
必有{\displaystyle a_{1}}时，在{\displaystyle n-1}个元素中选{\displaystyle r-1}个元素，排除{\displaystyle a_{1}}，必有{\displaystyle a_{2}}时，在{\displaystyle n-2}个元素中选{\displaystyle r-1}个元素，排除{\displaystyle a_{2}}，如此类推，直到必有{\displaystyle a_{n-r+1}}时，在{\displaystyle r-1}个元素中选{\displaystyle r-1}个元素。
{\displaystyle \sum _{k=r}^{n}{\binom {k-1}{r-1}}={\binom {n}{r}}}

## 应用
朱世杰恒等式可应用于等幂求和问题。例如：
{\displaystyle \sum _{i=1}^{n}i=\sum _{i=1}^{n}{\binom {i}{1}}={\binom {n+1}{2}}}
{\displaystyle \sum _{i=1}^{n}i(i+1)=2\sum _{i=1}^{n}{\binom {i+1}{2}}=2{\binom {n+2}{3}}}